# Dissociativ fugue
Dissociativ fugue eller ambulatorisk automatism, även kallat fuguetillstånd, är en dissociativ störning där den drabbade visar tecken på dissociation i form av förvirring och ett förändrat medvetandetillstånd med minnesförluster.

## Historia
Den franske neuropsykiatrikern Philippe Tissié studerade 1887 patienten Jean-Albert Dadas. Han kallade tillståndet för en form av hysteri.
"Fugan" (från franska "Fugue") kallas den okontrollerade vandringsmani eller resandebesatthet som uppstod i Bordeaux, Frankrike i slutet av 1800-talet och som senare spred sig till andra delar av Europa. Den drabbade främst män ur högre arbetarklass och lägre tjänstemän. Det förklarades med masshysteri och pågick i 22 år för att sedan försvinna.

## Symptom
På grund av det förändrade medvetandetillståndet med minnesförluster (amnesi) uppvisar personer som lider av tillståndet ett robotaktigt beteende (automatism). Till skillnad från dissociativ amnesi, lämnar personen plötsligt hemmet utan någon klar anledning eller mål; destinationen kan ha känslomässig betydelse för personen men resan som sådan saknar motiv. Under bortavaron kan personen anta en ny identitet, men är till synes normal, sköter sin hygien och kan interagera med andra. Tillståndet är som regel kortvarigt och går över inom några dagar.

## Orsaker och differentialdiagnoser
Det är mycket svårt att skilja dissociativ fugue från simulerad sådan, vilket är en av orsakerna till att diagnosen sällan ställs. Liknande tillstånd kan uppkomma till följd av temporallobsepilepsi (postikal fugue) och vissa droger, men räknas då inte som en dissociativ störning; en dissociativ störning uppkommer i reaktion på extrem stress eller ett trauma.

## Prevalens
Ytterst få kända fall av dissociativ fugue förekommer, och vid en skattning i Kanada 2005 bedömdes livstidsprevalensen till 0,0%.